# Neuroobrazowanie
Neuroobrazowanie – metody umożliwiające obrazowanie struktury i funkcji mózgu. Metody neuroobrazowania pozwalają na obserwację czynności mózgu podczas przeprowadzania wybranych procesów, np. odliczania co 3, zapamiętywania twarzy, poruszania palcem wskazującym, czytania słów, itd. Neuroobrazowanie umożliwia lokalizację obszarów funkcjonalnych mózgu, odpowiednich dla danych procesów. Istotną sprawą jest to, aby w eksperymencie z wykorzystaniem neuroobrazowania dobrać odpowiednio warunek kontrolny dla wybranego warunku eksperymentalnego (zadania wykonywanego przez osobę badaną). Do badań tego typu można stosować funkcjonalny magnetyczny rezonans jądrowy (fMRI).
Neuroobrazowanie używane jest nie tylko dla celów stricte medycznych, ale także w kryminalistyce, psychologii, czy marketingu (neuromarketing). Neuroobrazowanie bywa czasem dopuszczane w Stanach Zjednoczonych jako dowód w sądzie (mający pomóc ocenić wiarygodność świadka lub poczytalność oskarżonego) jednak niepewność uzyskanych wyników nie pozwala na powszechne stosowanie tej metody.